# Aschenhausen
Aschenhausen település Németországban, azon belül Türingiában. Lakosainak száma 136 fő (2017. december 31.). Aschenhausen Kaltensundheim, Rhönblick, Oberkatz és Kaltennordheim községekkel határos.

## Népesség
A település népességének változása:

| 2017 | 136 |